# 101 Collins Street
101 Collins Street — небоскрёб, находящийся в городе Мельбурн, Австралия. Высота здания 260 метров (860 футов), 52 этажа и это делает его четвёртым по высоте зданием Австралии. Небоскрёб был построен в 1991 году.
Сооружение было разработано архитектурной фирмой «Denton Corker Marshall». 
Башня содержит 83 000 м² пригодного для сдачи в аренду места, которое арендовано крупными компаниями. Высоты внутренних помещений — 2.77 метра. Лифты достигают скорости 7 м/с. Есть 414 подземных мест для автостоянки.